# Wolodymyr Duma
Wolodymyr Duma (ukrainisch Володимир Дума; * 2. März 1972 in Velyki Lazy) ist ein ehemaliger ukrainischer Radrennfahrer.
Wolodymyr Duma begann seine Karriere 1998 bei dem Radsport-Team Scrigno-Gaerne. Gleich in seinem ersten Jahr gewann er eine Etappe bei der Tour de Suisse. Im Jahr 2000 fuhr er für Ceramiche Panaria und wurde ukrainischer Meister im Straßenrennen. In seinem letzten Jahr bei der italienischen Équipe gewann er das Eintagesrennen GP Industria & Commercio di Prato. 2006 gewann er eine Etappe und die Gesamtwertung der Tour of Japan und 2010 die Bałtyk-Karkonosze Tour.
Zweimal – 2000 und 2004 – startete Duma bei Olympischen Spielen im Straßenrennen. 2000 in Sydney belegte er Platz 26.
2010 trat Duma vom aktiven Radsport zurück.

## Palmarès
1998
- Ukrainischer Meister – Straßenrennen
- eine Etappe Tour de Suisse

1999
- eine Etappe Giro d’Abruzzo

2000
- eine Etappe Giro d’Abruzzo

2002
- Gran Premio Industria & Commercio di Prato

2003
- eine Etappe Regio-Tour

2006
- eine Etappe und Gesamtwertung Tour of Japan

2010
- Gesamtwertung Bałtyk-Karkonosze Tour

## Teams
- 1998: Scrigno-Gaerne
- 1999: Navigare-Gaerne
- 2000: Ceramiche Panaria-Gaerne
- 2001: Ceramiche Panaria-Fiordo
- 2002: Ceramiche Panaria-Fiordo
- 2003: Landbouwkrediet-Colnago
- 2004: Landbouwkrediet-Colnago
- 2005: Universal Caffè-Styloffice
- 2006: C.B. Immobiliare-Universal Caffè
- 2007: Ceramica Flaminia
- 2008: Ceramica Flaminia-Bossini Docce
- 2009: Ceramica Flaminia-Bossini Docce
- 2010: Romet Weltour Debiça